# Matteo Ruggeri
Matteo Ruggeri (nascut l'11 de juliol de 2002) és un futbolista professional italià que juga com a lateral esquerre  a l'Atlètic de Madrid.

## Carrera de club

### Atalanta
Matteo Ruggeri va créixer a Zogno, Llombardia, Itàlia, on va començar a jugar a futbol, abans d'unir-se al sector juvenil de l'Atalanta el 2011. Va debutar com a professional amb l'Atalanta el 3 de novembre de 2020, entrant com a substitut al minut 81 en un partit de la fase de grups de la Lliga de Campions de la UEFA contra el Liverpool, que l'Atalanta va perdre per 5-0 a casa. Cinc dies després, va debutar a la Sèrie A en un empat a 1 a casa contra l'Inter.

#### Cessió a la Salernitana
El 27 de juliol de 2021, Ruggeri va fitxar per la Salernitana, club que tot just acabava d'ascendir de la Serie A, en una cessió per una temporada.

#### Retorn a l'Atalanta
El 22 de maig de 2024, Ruggeri va ser titular en la victòria de l'Atalanta per 3-0 contra el campió alemany Bayer Leverkusen a la final de la Lliga Europa de la UEFA de 2024.

### Atlètic de Madrid
L'1 de juliol de 2025, Ruggeri va fitxar per l'Atlètic de Madrid, equip de la Lliga, i va signar un contracte de cinc anys.

## Carrera internacional
El març de 2025 va ser convocat amb la selecció absoluta d'Itàlia per als partits de quarts de final de la Lliga de Nacions de la UEFA 2024-25 contra Alemanya els dies 20 i 23 de març de 2025.

## Palmarès
Atalanta
- Lliga Europea de la UEFA: 2023–24 [9]

Individual
- Equip de la temporada de la UEFA Europa League: 2023–24 [10]